# Erklärung von Toronto
Die Erklärung von Toronto von 1950 mit dem Titel „Die Kirche, die Kirchen und der Ökumenische Rat der Kirchen“ ist ein ökumenisches Dokument.  

## Vorgeschichte
Die ÖRK-Vollversammlung Amsterdam 1948 hatte noch nicht hinreichend geklärt, wie sich der Ökumenische Rat der Kirchen in ekklesiologischer Hinsicht verstand. Wesentliche Vorarbeiten für den Text von Toronto fanden 1949 bei einem vertraulichen Treffen im dominikanischen Studienzentrum Istina statt, bei dem Theologen des ÖRK und der Römisch-katholischen Kirche zusammenkamen. Von katholischer Seite nahmen unter anderen Yves Congar und Jean Daniélou daran teil.

## Inhalt
Der Zentralausschuss des ÖRK nahm auf seiner jährlichen Zusammenkunft in Toronto 1950 folgende Erklärung an: 

### Negationen
1. Der ÖRK ist keine „Über-Kirche“ (Super-Church), weder eine Weltkirche noch die in den Glaubensbekenntnissen erwähnte Una Sancta.
2. Der ÖRK beabsichtigt nicht, Unionsverhandlungen zwischen Kirchen zu fördern. Er ist ein Forum des Dialogs.
3. Der ÖRK vertritt keine bestimmte Ekklesiologie, denn dadurch würde er zum Instrument einer Konfession oder einer theologischen Schule.
4. Jede Mitgliedskirche vertritt weiter ihr eigenes Verständnis von kirchlicher Einheit.

### Positive Bestimmungen
1. Die Mitglieder stimmen überein, dass der Dialog unter der Voraussetzung stattfindet, dass Jesus Christus das Haupt der Kirche ist.
2. Die Bibel bezeugt die Einheit der Kirche Christi. Die Mitglieder sind überzeugt, dass es ihre Pflicht sei, diese Einheit sichtbar werden zu lassen.
3. „Die Mitgliedskirchen erkennen an, dass die Mitgliedschaft in der Kirche Christi umfassender ist als die Mitgliedschaft in ihrer eigenen Kirche.“
4. Die Mitgliedskirchen müssen einander nicht als „Kirchen im vollen und wahren Sinne“ (Churches in the true and full sense of the word) anerkennen.
5. Die Mitgliedskirchen erkennen an, dass sich in anderen Kirchen „Elemente der wahren Kirche“ finden.
6. Der Dialog unter den Mitgliedskirchen dient dem glaubwürdigen christlichen Zeugnis in der Welt.
7. Mitgliedschaft beinhaltet durchaus einen „freimütigen Meinungsaustausch“ (extremely frank speaking), aber auch eine Solidarität, die negatives Verhalten der Kirchen zueinander ausschließt.
8. Die Mitgliedskirchen haben ein geistliches Verhältnis zueinander, d. h. sie lernen von anderen Kirchen und helfen sich gegenseitig.

## Rezeption
Die Toronto-Erklärung hat für die orthodoxen Mitgliedskirchen des ÖRK eine sehr hohe Bedeutung. Sie ermöglicht es ihnen, im ÖRK mitzuarbeiten. Dies brachte z. B. Georgi Florowski für die Russisch-Orthodoxe Kirche klar zum Ausdruck. Dagegen wird die Toronto-Erklärung von einigen protestantischen und evangelikalen Mitgliedern als unzureichend angesehen: der ÖRK sei mehr als ein Forum für Gespräche, die geistliche Dimension der Zusammenkunft werde in der Erklärung nicht zureichend erfasst.